# Farkadona
Farkadona (griego: Φαρκαδόνα) es un municipio de la República Helénica perteneciente a la unidad periférica de Tríkala de la periferia de Tesalia.
El municipio se formó en 2011 mediante la fusión de los antiguos municipios de Farkadona, Oichalía y Pelinnaíoi, que pasaron a ser unidades municipales. El municipio tiene un área de 368,67 km², de los cuales 219,78 pertenecen a la unidad municipal de Farkadona.
En 2011 el municipio tenía 13 396 habitantes, de los cuales 5877 vivían en la unidad municipal de Farkadona.
La localidad se ubica junto a la carretera E92, a medio camino entre Tríkala y Larisa.
El municipio recibe su nombre de Farcadón, ciudad de la antigua Tesalia que se ubicaba en las inmediaciones del pueblo de Klokotos, en la unidad municipal de Oichalía. La actual villa de Farkadona adoptó el topónimo en 1955, llamándose hasta entonces "Tsioti".